# Ognyana Petrova
Ognyana Petrova, född den 20 december 1964 i Svilengrad, Bulgarien, är en bulgarisk före detta kanotist.
Hon tog OS-brons i K-4 500 meter i samband med de olympiska kanottävlingarna 1988 i Seoul.